# Unió dels Demòcrates Cristians i de Centre
Unió dels Demòcrates Cristians i Demòcrates de Centre (en italià Unione dei Democratici Cristiani e Democratici di Centro, UdC), és un partit polític italià centrista i democristià fundat el 6 de desembre de 2002. L'UDC va néixer després de la unificació de tres moviments polítics: 
- el Centre Cristià Democràtic (CCD), fundat per Pier Ferdinando Casini i Clemente Mastella en 1994, contraris a la decisió de la Democràcia Cristiana Italiana de convertir-se en el Partit Popular Italià.
- els Cristians Democràtics Units (CDU), partit creat per Rocco Buttiglione en 1995, expressió d'uns components del Partit Popular descontentaments amb la col·laboració amb el centreesquerra.
- Democràcia Europea (DE), moviment neocentrista fundat en 2001.

El primer secretari general de l'UDC va ser Marco Follini (fins a 2005) i l'actual secretari és Lorenzo Cessa. El lloc de president recaé en Rocco Buttiglione. Un altre dels líders influents del partit és Pier Ferdinando Casini, l'antic fundador del CCD. A nivell europeu el partit és membre del Partit Popular Europeu i a nivell mundial de la Internacional Demòcrata Cristiana. El seu color oficial és el blanc.

## Història

### Naixement i lideratge de Follini
El primer congrés del partit el 6 de desembre de 2002 va escollir Follini com a secretari general i Buttiglione president. Des del seu naixement la UDC es va integrar en la coalició de centredreta la Casa de les Llibertats, que en aquest moment dirigiria el govern del país. Dos dels seus membres en foren ministres, Buttiglione de política comunitària i Carlo Giovanardi per a les relacions amb el Parlament. D'altra banda, Casini es convertia en el president de la Cambra de Diputats.
A les eleccions europees de 2004, la UDC va aconseguir el 6% dels vots, situant-se com tercer partit de la coalició governant, per darrere de Forza Italia i la Alleanza Nazionale. Poc abans de les eleccions havia abandonat el partit Sergio D'Antoni, destacat líder que va criticar obertament l'aliança amb la Casa de les Llibertats. El 2 de desembre de 2004, Silvio Berlusconi nomenava Follini vicepresident del Govern i Mario Baccini com a ministre. Poc després, el govern va travessar una greu crisi després de les eleccions regionals italianes de 2005, al vèncer majoritàriament el centreesquerra. La UCD retirà els seus ministres del govern, reclamant una renovació en l'aliança. Poc després, l'Alleanza Nazionale farà el mateix, obligant Berlusconi a formar un nou govern, on Follini va deixar el lloc de vicepresident, erigint-se com el component crític de la coalició governant.
Inesperadament, el 15 d'octubre de 2005 dimitiria Follini del seu càrrec com a secretari general del partit, posicionant-se en contra del nou sistema electoral proporcional creat per Berlusconi. El mateix Follini promociona Lorenzo Cessa com a secretari general del partit. Cessa és nomenat formalment el 27 d'octubre de 2005 per la direcció del partit, malgrat l'oposició de Mario Tassone i Erminia Mazzoni, que es van retirar a l'hora de la votació última de la unanimitat.

### Cessa secretari general i abandó de la Casa de les Llibertats
Amb un nou capdavanter, la UDC es va enfrontar a les eleccions legislatives italianes de 2006. La coalició la Casa de les Llibertats va perdre les eleccions gràcies a la seva pròpia llei electoral davant L'Unione, de centreesquerra. La UDC va pujar la seva mitjana nacional fins al 6,8%, aconseguint 39 diputats i 21 senadors. Francesco D'Onofrio es convertia en el líder del partit en el Senat, mentre que Lucca Volontè, feia el propi en la Cambra de Diputats.
Després de la derrota electoral de la Casa de les Llibertats, la UDC va iniciar el debat sobre la conveniència o no que Berlusconi seguís al capdavant de la coalició. Casini va arribar a dir que qui perdia havia de canviar, en una clara referència al lideratge de Berlusconi. Es creen dues tendències en la UDC, d'una banda la qual propugnar abandonar la Casa de les Llibertats, liderada per Follini, d'altra banda la partidària del canvi però dins de la Casa de les Llibertats, liderada aquesta altra tendència per Casini i Cessa, el secretari general. Follini, sentint-se incomprès per la resta dels dirigents, abandona el partit, creen el moviment Itàlia del Mig, que busca trencar el bipolarisme dominant en la política italiana. Per la seva banda, la UDC es distancia de la Casa de les Llibertats a partir del 2 de desembre de 2006, quan el partit rebutja participar en la manifestació organitzada per li resto de la coalició a Roma contra la política econòmica de Prodi. La UDC organitzaria al mateix temps una manifestació a Palerm, diferenciant així dues oposicions al centreesquerra, una moderada i de centre, la mateixa UDC, i altra de les forces de dreta, Forza Italia, Alleanza Nazionale i la Lega Nord, partidàries de crear un partit unitari, idea defensada per Berlusconi, denominat Partit de la Llibertat.
Poc després la UDC donaria per acabada la seva participació en la Casa de les Llibertats, però no en el centredreta italià, propugnant una nova aliança, declarant que els aliats de la UDC són naturalment Forza Italia i l'Alleanza Nazionale. Alguns dirigents no estan d'acord amb la sortida de la Casa de les Llibertats, corrent dirigit per l'exministre Carlo Giovanardi. Uns altres proposen la superació de la UDC, com l'exministre Mario Baccini i l'expresident de la Llombardia, Marco Tabacci. A les eleccions legislatives italianes de 2008 la UDC es presentaria dins la coalició Unió del Centre.

## Resultats electorals
|                   | Vots        | %         | Escons |    |
| Legislatives 2001 | Cambra      | 1.194.040 | 3,2    | 40 |
| Senat             | dins la CdL | -         | 29     |    |
| Europees 2004     | 1.917.775   | 5,9       | 5      |    |
| Legislatives 2006 | Cambra      | 2.579.951 | 6,8    | 39 |
| Senat             | 2.309.174   | 6,8       | 21     |    |
| Legislatives 2008 | Cambra      | 2.050.319 | 5,6    | 36 |
| Senat             | 1.898.842   | 5,7       | 3      |    |